# 2022-es IndyCar Series szezon
A 2022-es NTT IndyCar Series szezon a huszonhetedik szezonja volt az IndyCar Seriesnek, és a száztizenegyedik az amerikai formaautós versenyzés történetében. Az idény február 27-én kezdődött meg a Streets of St. Petersburg-i pályán és szeptember 11-én ért véget a WeatherTech Raceway Laguna Seca pályán. A címvédő Álex Palou. A bajnoki címet Will Power szerezte meg.

## Csapatok és versenyzők
| Csapat                                                       | Motor     | Rajtszám | Versenyző(k)          | Fordulók        |
| ------------------------------------------------------------ | --------- | -------- | --------------------- | --------------- |
| A. J. Foyt Enterprises                                       | Chevrolet | 4        | Dalton Kellett        | Összes          |
| A. J. Foyt Enterprises                                       | Chevrolet | 11       | Tatiana Calderón Ú    | 1, 3–5, 7–9     |
| A. J. Foyt Enterprises                                       | Chevrolet | 11       | J. R. Hildebrand      | 2, 6            |
| A. J. Foyt Enterprises                                       | Chevrolet | 14       | Kyle Kirkwood Ú       | Összes          |
| Andretti Autosport                                           | Honda     | 27       | Alexander Rossi       | Összes          |
| Andretti Autosport                                           | Honda     | 28       | Romain Grosjean       | Összes          |
| Andretti Autosport Curb-Agajaniannal                         | Honda     | 26       | Colton Herta          | Összes          |
| Andretti Steinbrenner Autosport                              | Honda     | 29       | Devlin DeFrancesco Ú  | Összes          |
| Andretti Herta Autosport Marco Andretti és Curb-Agajaniannal | Honda     | 98       | Marco Andretti        | 6               |
| Arrow McLaren SP                                             | Chevrolet | 5        | Pato O'Ward           | Összes          |
| Arrow McLaren SP                                             | Chevrolet | 6        | Juan Pablo Montoya    | 5–6             |
| Arrow McLaren SP                                             | Chevrolet | 7        | Felix Rosenqvist      | Összes          |
| Chip Ganassi Racing                                          | Honda     | 8        | Marcus Ericsson       | Összes          |
| Chip Ganassi Racing                                          | Honda     | 9        | Scott Dixon           | Összes          |
| Chip Ganassi Racing                                          | Honda     | 10       | Álex Palou            | Összes          |
| Chip Ganassi Racing                                          | Honda     | 48       | Jimmie Johnson        | Összes          |
| Chip Ganassi Racing                                          | Honda     | 1        | Tony Kanaan           | 6               |
| Dale Coyne Racing és HMD Motorsports                         | Honda     | 18       | David Malukas Ú       | Összes          |
| Dale Coyne Racing és Rick Ware Racing                        | Honda     | 51       | Szató Takuma          | Összes          |
| DragonSpeed / Cusick Motorsports                             | Chevrolet | 25       | Stefan Wilson Ú       | 6               |
| Dreyer & Reinbold Racing                                     | Chevrolet | 23       | Santino Ferrucci      | 6               |
| Dreyer & Reinbold Racing                                     | Chevrolet | 24       | Sage Karam            | 6               |
| Ed Carpenter Racing                                          | Chevrolet | 20       | Conor Daly            | Összes          |
| Ed Carpenter Racing                                          | Chevrolet | 21       | Rinus VeeKay          | Összes          |
| Ed Carpenter Racing                                          | Chevrolet | 33       | Ed Carpenter          | 2, 6, 11–12, 15 |
| Juncos Hollinger Racing                                      | Chevrolet | 77       | Callum Ilott Ú        | 1–6, 8–17       |
| Juncos Hollinger Racing                                      | Chevrolet | 77       | Santino Ferrucci      | 7               |
| Meyer Shank Racing                                           | Honda     | 06       | Hélio Castroneves     | Összes          |
| Meyer Shank Racing                                           | Honda     | 60       | Simon Pagenaud        | Összes          |
| Paretta Autosport                                            | Chevrolet | 16       | Simona de Silvestro   | 8–9, 14, 17     |
| Rahal Letterman Lanigan Racing                               | Honda     | 15       | Graham Rahal          | Összes          |
| Rahal Letterman Lanigan Racing                               | Honda     | 30       | Christian Lundgaard Ú | Összes          |
| Rahal Letterman Lanigan Racing                               | Honda     | 45       | Jack Harvey           | Összes          |
| Rahal Letterman Lanigan Racing                               | Honda     | 45       | Santino Ferrucci      | 2               |
| Team Penske                                                  | Chevrolet | 2        | Josef Newgarden       | Összes          |
| Team Penske                                                  | Chevrolet | 3        | Scott McLaughlin      | Összes          |
| Team Penske                                                  | Chevrolet | 12       | Will Power            | Összes          |

## Átigazolások

### Csapatváltások
- Jack Harvey; Meyer Shank Racing pilóta → Rahal Letterman Lanigan Racing pilóta[41]
- Romain Grosjean; Dale Coyne Racing és Rick Ware Racing ideiglenes pilóta → Andretti Autosport pilóta[8]
- Simon Pagenaud; Team Penske pilóta → Meyer Shank Racing pilóta[37]
- Szató Takuma; Rahal Letterman Lanigan Racing pilóta → Dale Coyne Racing és Rick Ware Racing pilóta[28]

### Újonc pilóták
- Christian Lundgaard; FIA Formula–2, ART Grand Prix pilóta → Rahal Letterman Lanigan Racing pilóta[40]
- Devlin DeFrancesco; Indy Lights, Andretti Steinbrenner Autosport pilóta → Andretti Steinbrenner Autosport pilóta[13]
- Kyle Kirkwood; Indy Lights, Andretti Autosport pilóta → A. J. Foyt Enterprises pilóta [5]
- Tatiana Calderón; Formula–1, Alfa Romeo tartalékpilóta → A. J. Foyt Enterprises pilóta [3]
- David Malukas; Indy Lights, HMD Motorsports pilóta → Dale Coyne Racing és HMD Motorsports pilóta[27]
- Callum Ilott; Formula–1, Scuderia Ferrari tesztpilóta → Juncos Hollinger Racing[34]

### Távozó pilóták
- Ryan Hunter-Reay; Andretti Autosport pilóta → ?[45]
- Sébastien Bourdais; A. J. Foyt Enterprises pilóta → IMSA SportsCar Championship, Cadillac Racing pilóta[46]
- James Hinchcliffe; Andretti Steinbrenner Autosport pilóta → ?[47]
- Max Chilton; Carlin pilóta → ?[48]

### Csapatváltozások
- A Meyer Shank Racing két autót indít ebben a szezonban.[49]
- Juncos Racing ettől az idénytől Juncos Hollinger Racing.[33]
- A Rahal Letterman Lanigan Racing ebben az idényben három autót indít.[50]
- A Team Penske csapat ettől a szezontól négy helyett három autóval indul.[51]
- A Chip Ganassi Racing öt autót indít az idei Indianapolisi 500-on.[52]
- A Vasser Sullivan Racing véget vetett a Dale Coyne Racing csapattal való együttműködésüknek öt közös szezon után.[53]
- A Dreyer & Reinbold Racing egy helyett két autóval indul az idei Indianapolisi 500-on.[54]
- A Dale Coyne Racing és HMD Motorsports együtt indítanak autót idén.[55]
- Az A. J. Foyt Enterprises három autót fog indítani, a harmadik pilótát az első oválpályán rendezett hétvégére jelentik be.[56]

### Távozó csapatok
- Carlin Motorsport

## Versenynaptár
| Forduló | Dátum          | Verseny neve                                     | Pálya                                     | Helyszín                |
| ------- | -------------- | ------------------------------------------------ | ----------------------------------------- | ----------------------- |
| 1       | Február 27.    | Firestone Grand Prix of St. Petersburg           | U Streets of St. Petersburg               | St. Petersburg, Florida |
| 2       | Március 20.    | Xpel 375                                         | U Texas Motor Speedway                    | Fort Worth, Texas       |
| 3       | Április 10.    | Acura Grand Prix of Long Beach                   | U Streets of Long Beach                   | Long Beach, California  |
| 4       | Május 1.       | Honda Indy Grand Prix of Alabama                 | U Barber Motorsports Park                 | Birmingham, Alabama     |
| 5       | Május 14.      | GMR Grand Prix                                   | U Indianapolis Motor Speedway Road Course | Speedway, Indiana       |
| 6       | Május 29.      | 106. Indianapolisi 500                           | O Indianapolis Motor Speedway             | Speedway, Indiana       |
| 7       | Június 5.      | Chevrolet Detroit Grand Prix                     | U Belle Isle Street Circuit               | Detroit, Michigan       |
| 8       | Június 12.     | Sonsio Grand Prix at Road America                | U Road America                            | Elkhart Lake, Wisconsin |
| 9       | Július 3.      | Honda Indy 200 at Mid-Ohio                       | U Mid-Ohio Sports Car Course              | Lexington, Ohio         |
| 10      | Július 17.     | Honda Indy Toronto                               | U Exhibition Place                        | Toronto, Ontario        |
| 11      | Július 23.     | Hy-VeeDeals.com 250 presented by DoorDash        | O Iowa Speedway                           | Newton, Iowa            |
| 12      | Július 24.     | Hy-Vee Salute to Farmers 300 presented by Google | O Iowa Speedway                           | Newton, Iowa            |
| 13      | Július 30.     | TBA                                              | U Indianapolis Motor Speedway Road Course | Speedway, Indiana       |
| 14      | Augusztus 7.   | Big Machine Music City Grand Prix                | U Nashville Street Circuit                | Nashville, Tennessee    |
| 15      | Augusztus 20.  | Bommarito Automotive Group 500                   | O World Wide Technology Raceway           | Madison, Illinois       |
| 16      | Szeptember 4.  | Grand Prix of Portland                           | U Portland International Raceway          | Portland, Oregon        |
| 17      | Szeptember 11. | Firestone Grand Prix of Monterey                 | U WeatherTech Raceway Laguna Seca         | Monterey, California    |

### Versenynaptár változások
- Az Iowa Speedway visszatér a szériába.[58]
- Texas és Detroit két-két verseny helyett egyet-egyet rendez.
- Toronto visszatér a naptárba egy kihagyott szezon után.
- St. Petersburg lett a nyitó futam, amit február 27-én rendeznek, 2000 óta ez a legkoraibb szezon kezdés.
- A Texasi futam át lett helyezve a második versenyhétvégére, és március 20-án rendezik.
- Long Beachen a tavalyi szezonban szeptemberben rendeztek itt futamot, de visszatért a tradíciónális helyére a naptrában, és áprilisban lesz megrendezve.
- Detroit város vezetése és a Penske Entertainment megegyezett, hogy a Detroiti futamot visszahelyezzék a Belle Isle Street Circuit pályára.[59]

## Eredmények

### Összefoglaló
| Forduló | Verseny            | Pole-pozíció     | Leggyorsabb kör  | Legtöbb élen töltött kör | Győztes          | Győztes                              | Győztes   | Listavezető      | Előny |
| Forduló | Verseny            | Pole-pozíció     | Leggyorsabb kör  | Legtöbb élen töltött kör | Versenyző        | Csapat                               | Gyártó    | Listavezető      | Előny |
| ------- | ------------------ | ---------------- | ---------------- | ------------------------ | ---------------- | ------------------------------------ | --------- | ---------------- | ----- |
| 1       | St. Petersburg     | Scott McLaughlin | Conor Daly       | Scott McLaughlin         | Scott McLaughlin | Team Penske                          | Chevrolet | Scott McLaughlin | 13    |
| 2       | Texas              | Felix Rosenqvist | Pato O'Ward      | Scott McLaughlin         | Josef Newgarden  | Team Penske                          | Chevrolet | Scott McLaughlin | 28    |
| 3       | Long Beach         | Colton Herta     | Álex Palou       | Josef Newgarden          | Josef Newgarden  | Team Penske                          | Chevrolet | Josef Newgarden  | 5     |
| 4       | Birmingham         | Rinus VeeKay     | Álex Palou       | Rinus VeeKay             | Pato O’Ward      | Arrow McLaren SP                     | Chevrolet | Álex Palou       | 3     |
| 5       | IMS GMR GP         | Will Power       | Colton Herta     | Colton Herta             | Colton Herta     | Andretti Autosport w/ Curb-Agajanian | Honda     | Will Power       | 14    |
| 6       | Indianapolis 500   | Scott Dixon      | Marcus Ericsson  | Scott Dixon              | Marcus Ericsson  | Chip Ganassi Racing                  | Honda     | Marcus Ericsson  | 13    |
| 7       | Detroit            | Josef Newgarden  | David Malukas    | Will Power               | Will Power       | Team Penske                          | Chevrolet | Will Power       | 3     |
| 8       | Road America       | Alexander Rossi  | Josef Newgarden  | Josef Newgarden          | Josef Newgarden  | Team Penske                          | Chevrolet | Marcus Ericsson  | 27    |
| 9       | Mid-Ohio           | Pato O’Ward      | Álex Palou       | Scott McLaughlin         | Scott McLaughlin | Team Penske                          | Chevrolet | Marcus Ericsson  | 20    |
| 10      | Toronto            | Colton Herta     | David Malukas    | Scott Dixon              | Scott Dixon      | Chip Ganassi Racing                  | Honda     | Marcus Ericsson  | 35    |
| 11      | Iowa 1             | Will Power       | Will Power       | Josef Newgarden          | Josef Newgarden  | Team Penske                          | Chevrolet | Marcus Ericsson  | 15    |
| 12      | Iowa 2             | Will Power       | Will Power       | Josef Newgarden          | Pato O’Ward      | Arrow McLaren SP                     | Chevrolet | Marcus Ericsson  | 8     |
| 13      | IMS Big Machine GP | Felix Rosenqvist | Simon Pagenaud   | Alexander Rossi          | Alexander Rossi  | Andretti Autosport                   | Honda     | Will Power       | 9     |
| 14      | Nashville          | Scott McLaughlin | Scott McLaughlin | Álex Palou               | Scott Dixon      | Chip Ganassi Racing                  | Honda     | Will Power       | 6     |
| 15      | Gateway            | Will Power       | Josef Newgarden  | Will Power               | Josef Newgarden  | Team Penske                          | Chevrolet | Will Power       | 3     |
| 16      | Portland           | Scott McLaughlin | Josef Newgarden  | Scott McLaughlin         | Scott McLaughlin | Team Penske                          | Chevrolet | Will Power       | 20    |
| 17      | Laguna Seca        | Will Power       | Pato O’Ward      | Álex Palou               | Álex Palou       | Chip Ganassi Racing                  | Honda     | Will Power       | 16    |

#### Pontrendszer
| Helyezés             | 1. | 2. | 3. | 4. | 5. | 6. | 7. | 8. | 9. | 10. | 11. | 12. | 13. | 14. | 15. | 16. | 17. | 18. | 19. | 20. | 21. | 22. | 23. | 24. | 25+. |
| Versenyek            | 50 | 40 | 35 | 32 | 30 | 28 | 26 | 24 | 22 | 20  | 19  | 18  | 17  | 16  | 15  | 14  | 13  | 12  | 11  | 10  | 9   | 8   | 7   | 6   | 5    |
| Indy500 kvalifikáció | 9  | 8  | 7  | 6  | 5  | 4  | 3  | 2  | 1  |     |     |     |     |     |     |     |     |     |     |     |     |     |     |     |      |
| -------------------- | -- | -- | -- | -- | -- | -- | -- | -- | -- | --- | --- | --- | --- | --- | --- | --- | --- | --- | --- | --- | --- | --- | --- | --- | ---- |

### Versenyzők
| Helyezés | Versenyző              | STP | TXS | LBH | ALA | IGP1 | INDY  | DET | ROA | MDO | TOR | IOW | IOW  | IGP2   | NSH | GAT | POR | LAG | Pont |
| -------- | ---------------------- | --- | --- | --- | --- | ---- | ----- | --- | --- | --- | --- | --- | ---- | ------ | --- | --- | --- | --- | ---- |
| 1        | Will Power             | 3L  | 4L  | 4L  | 4   | 3    | 1511  | 1L* | 19  | 3   | 15  | 3L  | 2L   | 3L     | 11  | 6L* | 2L  | 3L  | 560  |
| 2        | Josef Newgarden        | 16  | 1L  | 1L* | 14L | 25   | 13    | 4L  | 1L* | 7   | 10  | 1L* | 24L* | 5      | 6L  | 1L  | 8   | 2L  | 544  |
| 3        | Scott Dixon            | 8L  | 5   | 6   | 5   | 10   | 211L* | 3L  | 9   | 5   | 1L* | 5   | 4    | 8      | 1L  | 8   | 3   | 12  | 521  |
| 4        | Scott McLaughlin       | 1L* | 2L* | 14  | 6   | 20L  | 29    | 19  | 7   | 1L* | 9   | 22  | 3    | 4L     | 2L  | 3L  | 1L* | 6   | 510  |
| 5        | Álex Palou             | 2L  | 7   | 3L  | 2L  | 18   | 92L   | 6L  | 27  | 2   | 6   | 6   | 13   | 10     | 3L* | 9   | 12  | 1L* | 510  |
| 6        | Marcus Ericsson        | 9   | 3L  | 22  | 12  | 4L   | 15L   | 7   | 2L  | 6   | 5   | 8   | 6    | 11     | 14  | 7L  | 11  | 9   | 506  |
| 7        | Pato O'Ward            | 12  | 15  | 5   | 1L  | 19L  | 27L   | 5   | 26  | 24L | 11L | 2   | 1L   | 12     | 24  | 4L  | 4   | 8   | 480  |
| 8        | Felix Rosenqvist       | 17  | 21  | 11  | 16  | 6L   | 48    | 10  | 6L  | 27  | 3L  | 26  | 7    | 9L     | 7   | 16L | 10  | 4L  | 393  |
| 9        | Alexander Rossi        | 20L | 27  | 8   | 9   | 11   | 5     | 2   | 3L  | 19  | 23  | 13  | 18   | 1*L[a] | 4   | 25  | 7   | 10  | 381  |
| 10       | Colton Herta           | 4   | 12  | 23L | 10  | 1L*  | 30    | 8   | 5   | 15L | 2L  | 24  | 12   | 24L    | 5   | 11  | 6   | 11  | 381  |
| 11       | Graham Rahal           | 7   | 22  | 7   | 8   | 16   | 14    | 26  | 8   | 12  | 4L  | 9   | 14   | 7      | 23  | 10L | 5L  | 18  | 345  |
| 12       | Rinus VeeKay           | 6L  | 10L | 13  | 3L* | 23   | 333L  | 16  | 17  | 4   | 13L | 4   | 19   | 6      | 12  | 26  | 20  | 14  | 331  |
| 13       | Romain Grosjean        | 5   | 26  | 2   | 7   | 17   | 319   | 17  | 4L  | 21  | 16  | 7   | 9    | 16     | 16  | 13L | 19  | 7   | 328  |
| 14       | Christian Lundgaard ÉU | 11  | 19  | 18  | 15  | 9    | 18    | 14  | 10L | 11  | 8   | 10  | 26   | 2      | 8   | 19  | 21L | 5   | 323  |
| 15       | Simon Pagenaud         | 15  | 8   | 19  | 11  | 2    | 8     | 9   | 12  | 10  | 7   | 23  | 23   | 25     | 9   | 20  | 23  | 17  | 314  |
| 16       | David Malukas Ú        | 26  | 11L | 21  | 20  | 12   | 16    | 11  | 16  | 9   | 12  | 14  | 8L   | 13     | 20  | 2L  | 14  | 13  | 305  |
| 17       | Conor Daly             | 21  | 18  | 12  | 19  | 5    | 6L    | 12  | 14  | 13  | 20  | 19  | 16   | 17     | 17  | 23  | 25  | 24  | 267  |
| 18       | Hélio Castroneves      | 14  | 23L | 9   | 21  | 14   | 7     | 25  | 22  | 8   | 17  | 16  | 21   | 19     | 13  | 15  | 17  | 19  | 263  |
| 19       | Szató Takuma           | 10  | 20L | 17  | 13  | 7    | 2510  | 13  | 15L | 14  | 25  | 21  | 10L  | 15     | 21  | 5L  | 18  | 23  | 258  |
| 20       | Callum Ilott Ú         | 19  | 16L | 24  | 25  | 8    | 32    |     | 11  | 23  | 14  | 12  | 11   | 14     | 15  | 21  | 9L  | 26L | 219  |
| 21       | Jimmie Johnson         | 23  | 6   | 20  | 24  | 22   | 2812L | 22  | 24  | 16  | 21  | 11L | 5    | 22     | 18  | 14  | 24  | 16  | 214  |
| 22       | Jack Harvey            | 13  | Vi  | 15  | 18  | 13   | 24    | 15  | 13  | 20  | 19  | 18  | 20   | 20     | 10  | 24  | 15  | 20  | 209  |
| 23       | Devlin DeFrancesco Ú   | 22  | 24  | 25L | 17  | 21   | 20    | 18  | 18  | 17  | 18  | 17  | 15   | 18     | 22  | 12  | 16  | 15  | 206  |
| 24       | Kyle Kirkwood Ú        | 18  | 25L | 10  | 22  | 26   | 17    | 24  | 20  | 26  | 22  | 15  | 25   | 23     | 19  | 17  | 13  | 21  | 183  |
| 25       | Dalton Kellett         | 25  | 17  | 26  | 23  | 27   | 27    | 20  | 23  | 22  | 24  | 20  | 22   | 21     | 25  | 18  | 22  | 25  | 133  |
| 26       | Tony Kanaan            |     |     |     |     |      | 36L   |     |     |     |     |     |      |        |     |     |     |     | 78   |
| 27       | Ed Carpenter           |     | 13L |     |     |      | 194   |     |     |     |     | 25  | 17   |        |     | 22  |     |     | 75   |
| 28       | Santino Ferrucci       |     | 9   |     |     |      | 10    | 21  |     |     |     |     |      |        |     |     |     |     | 71   |
| 29       | Tatiana Calderón Ú     | 24  |     | 16  | 26  | 15L  |       | 23  | 25  | 25  |     |     |      |        |     |     |     |     | 58   |
| 30       | J. R. Hildebrand       |     | 14L |     |     |      | 12    |     |     |     |     |     |      |        |     |     |     |     | 53   |
| 31       | Juan Pablo Montoya     |     |     |     |     | 24   | 11    |     |     |     |     |     |      |        |     |     |     |     | 44   |
| 32       | Simona de Silvestro    |     |     |     |     |      |       |     | 21  | 18  |     |     |      |        | 26  |     |     | 22  | 34   |
| 33       | Marco Andretti         |     |     |     |     |      | 22L   |     |     |     |     |     |      |        |     |     |     |     | 17   |
| 34       | Sage Karam             |     |     |     |     |      | 23    |     |     |     |     |     |      |        |     |     |     |     | 14   |
| 35       | Stefan Wilson Ú        |     |     |     |     |      | 26    |     |     |     |     |     |      |        |     |     |     |     | 10   |
| Helyezés | Versenyző              | STP | TXS | LBH | ALA | IGP1 | INDY  | DET | ROA | MDO | TOR | IOW | IOW  | IGP2   | NSH | GAT | POR | LAG | Pont |

| Szín       | Eredmény                   |
| ---------- | -------------------------- |
| Arany      | Győztes                    |
| Ezüst      | 2. helyezett               |
| Bronz      | 3. helyezett               |
| Zöld       | 4. és 5. hely              |
| Világoskék | 6-10. hely között          |
| Sötétkék   | Top 10-en kívül            |
| Lila       | Nem ért célba              |
| Piros      | Nem kvalifikált (DNQ, NK)  |
| Barna      | Visszavonult az eseménytől |
| Fekete     | Kizárva (DSQ, Kiz)         |
| Fehér      | Nem indult (DNS, Ni)       |
| Fehér      | Verseny törölve (T)        |
| Üres       | Nem vett részt             |

| In-line notation |                                             |
| Félkövér         | Pole-pozíció(1 pont; kivéve az Indy 500-at) |
| Dőlt             | Verseny leggyorsabb köre                    |
| L                | Élen töltött kör (1 pont)                   |
| *                | Legtöbb élen töltött kör (2 pont)           |
| 1–9              | Indy 500 "Fast Nine" bónuszpont             |
| c                | Időmérő törölve (nem jár bónuszpont)        |
| Ú                | Újonc                                       |
| ÉÚ               | Év újonca                                   |

'Megjegyzés:
- ↑ a:  Technikai szabálytalanság miatt Alexander Rossi elvesztett 20 pontot.[62]

### Csapatok
| Helyezés | Csapat                                      | STP | TXS | LBH | ALA | IGP1 | INDY  | DET | ROA | MDO | TOR | IOW | IOW  | IGP2 | NSH | GAT | POR | LAG | Pont |
| -------- | ------------------------------------------- | --- | --- | --- | --- | ---- | ----- | --- | --- | --- | --- | --- | ---- | ---- | --- | --- | --- | --- | ---- |
| 1.       | #12 Team Penske                             | 3L  | 4L  | 4L  | 4   | 3    | 1511  | 1L* | 19  | 3   | 15  | 3L  | 2L   | 3L   | 11  | 6L* | 2L  | 3L  | 560  |
| 2.       | #2 Team Penske                              | 16  | 1L  | 1L* | 14L | 25   | 13    | 4L  | 1L* | 7   | 10  | 1L* | 24L* | 5    | 6L  | 1L  | 8   | 2L  | 544  |
| 3.       | #9 Chip Ganassi Racing                      | 8L  | 5   | 6   | 5   | 10   | 211L* | 3L  | 9   | 5   | 1L* | 5   | 4    | 8    | 1L  | 8   | 3   | 12  | 521  |
| 4.       | #3 Team Penske                              | 1L* | 2L* | 14  | 6   | 20L  | 29    | 19  | 7   | 1L* | 9   | 22  | 3    | 4L   | 2L  | 3L  | 1L* | 6   | 510  |
| 5.       | #10 Chip Ganassi Racing                     | 2L  | 7   | 3L  | 2L  | 18   | 92L   | 6L  | 27  | 2   | 6   | 6   | 13   | 10   | 3L* | 9   | 12  | 1L* | 510  |
| 6.       | #8 Chip Ganassi Racing                      | 9   | 3L  | 22  | 12  | 4L   | 15L   | 7   | 2L  | 6   | 5   | 8   | 6    | 11   | 14  | 7L  | 11  | 9   | 506  |
| 7.       | #5 Arrow McLaren SP                         | 12  | 15  | 5   | 1L  | 19L  | 27L   | 5   | 26  | 24L | 11L | 2   | 1L   | 12   | 24  | 4L  | 4   | 8   | 480  |
| 8.       | #7 Arrow McLaren SP                         | 17  | 21  | 11  | 16  | 6L   | 48    | 10  | 6L  | 27  | 3L  | 26  | 7    | 9L   | 7   | 16L | 10  | 4L  | 393  |
| 9.       | #27 Andretti Autosport                      | 20L | 27  | 8   | 9   | 11   | 5     | 2   | 3L  | 19  | 23  | 13  | 18   | 1L   | 4   | 25  | 7   | 10  | 381  |
| 10.      | #26 Andretti Autosport with Curb-Agajanian  | 4   | 12  | 23L | 10  | 1L*  | 30    | 8   | 5   | 15L | 2L  | 24  | 12   | 24L  | 5   | 11  | 6   | 11  | 381  |
| 11.      | #15 Rahal Letterman Lanigan Racing          | 7   | 22  | 7   | 8   | 16   | 14    | 26  | 8   | 12  | 4L  | 9   | 14   | 7    | 23  | 10L | 5L  | 18  | 345  |
| 12.      | #21 Ed Carpenter Racing                     | 6L  | 10L | 13  | 3L* | 23   | 333L  | 16  | 17  | 4   | 13L | 4   | 19   | 6    | 12  | 26  | 20  | 14  | 331  |
| 13.      | #28 Andretti Autosport                      | 5   | 26  | 2   | 7   | 17   | 319   | 17  | 4L  | 21  | 16  | 7   | 9    | 16   | 16  | 13L | 19  | 7   | 328  |
| 14.      | #30 Rahal Letterman Lanigan Racing          | 11  | 19  | 18  | 15  | 9    | 18    | 14  | 10L | 11  | 8   | 10  | 26   | 2    | 8   | 19  | 21L | 5   | 323  |
| 15.      | #60 Meyer Shank Racing                      | 15  | 8   | 19  | 11  | 2    | 8     | 9   | 12  | 10  | 7   | 23  | 23   | 25   | 9   | 20  | 23  | 17  | 314  |
| 16.      | #18 Dale Coyne Racing with HMD Motorsports  | 26  | 11L | 21  | 20  | 12   | 16    | 11  | 16  | 9   | 12  | 14  | 8L   | 13   | 20  | 2L  | 14  | 13  | 305  |
| 17.      | #20 Ed Carpenter Racing                     | 21  | 18  | 12  | 19  | 5    | 6L    | 12  | 14  | 13  | 20  | 19  | 16   | 17   | 17  | 23  | 25  | 24  | 267  |
| 18.      | #06 Meyer Shank Racing                      | 14  | 23L | 9   | 21  | 14   | 7     | 25  | 22  | 8   | 17  | 16  | 21   | 19   | 13  | 15  | 17  | 19  | 263  |
| 19.      | #51 Dale Coyne Racing with Rick Ware Racing | 10  | 20L | 17  | 13  | 7    | 2510  | 13  | 15L | 14  | 25  | 21  | 10L  | 15   | 21  | 5L  | 18  | 23  | 258  |
| 20.      | #45 Rahal Letterman Lanigan Racing          | 13  | 9   | 15  | 18  | 13   | 24    | 15  | 13  | 20  | 19  | 18  | 20   | 20   | 10  | 24  | 15  | 20  | 231  |
| 21.      | #77 Juncos Hollinger Racing                 | 19  | 16L | 24  | 25  | 8    | 32    | 21  | 11  | 23  | 14  | 12  | 11   | 14   | 15  | 21  | 9L  | 26L | 228  |
| 22.      | #48 Chip Ganassi Racing                     | 23  | 6   | 20  | 24  | 22   | 2812L | 22  | 24  | 16  | 21  | 11L | 5    | 22   | 18  | 14  | 24  | 16  | 214  |
| 23.      | #29 Andretti Steinbrenner Autosport         | 22  | 24  | 25L | 17  | 21   | 20    | 18  | 18  | 17  | 18  | 17  | 15   | 18   | 22  | 12  | 16  | 15  | 206  |
| 24.      | #14 A. J. Foyt Enterprises                  | 18  | 25L | 10  | 22  | 26   | 17    | 24  | 20  | 26  | 22  | 15  | 25   | 23   | 19  | 17  | 13  | 21  | 183  |
| 25.      | #4 A. J. Foyt Enterprises                   | 25  | 17  | 26  | 23  | 27   | 27    | 20  | 23  | 22  | 24  | 20  | 22   | 21   | 25  | 18  | 22  | 25  | 133  |
| 26.      | #11 A. J. Foyt Enterprises                  | 24  | 14L | 16  | 26  | 15L  | 12    | 23  | 25  | 25  |     |     |      |      |     |     |     |     | 111  |
| Helyezés | Csapat                                      | STP | TXS | LBH | ALA | IGP1 | INDY  | DET | ROA | MDO | TOR | IOW | IOW  | IGP2 | NSH | GAT | POR | LAG | Pont |

### Gyártók
| Helyezés | Gyártó    | STP  | TXS  | LBH | ALA  | IGP1 | INDY | DET  | ROA | MDO  | TOR  | IOW  | IOW  | IGP2 | NSH | GAT  | POR  | LAG | Bónusz | Pont |
| -------- | --------- | ---- | ---- | --- | ---- | ---- | ---- | ---- | --- | ---- | ---- | ---- | ---- | ---- | --- | ---- | ---- | --- | ------ | ---- |
| 1.       | Chevrolet | 1    | 1    | 1   | 1    | 3    | 2    | 1    | 1   | 1    | 3    | 1    | 1    | 3    | 2   | 1    | 1    | 2   | 75     | 1510 |
| 1.       | Chevrolet | 3    | 2    | 4   | 3    | 5    | 3    | 4    | 6   | 3    | 9    | 2    | 2    | 4    | 5   | 3    | 2    | 3   | 75     | 1510 |
| 1.       | Chevrolet | 91PW | 96PW | 87W | 91PW | 66P  | 76F  | 88PW | 83W | 91PW | 57   | 96PW | 96PW | 68P  | 71P | 91PW | 96PW |     | 75     | 1510 |
| 2.       | Honda     | 2    | 3    | 2   | 2    | 1    | 1    | 2    | 2   | 2    | 1    | 5    | 4    | 1    | 1   | 2    | 3    | 1   | 32     | 1299 |
| 2.       | Honda     | 4    | 5    | 3   | 5    | 2    | 4    | 3    | 3   | 5    | 2    | 6    | 5    | 2    | 3   | 5    | 5    | 5   | 32     | 1299 |
| 2.       | Honda     | 72   | 65   | 76P | 70   | 95W  | 89PW | 75   | 76P | 70   | 96PW | 58   | 62   | 75W  | 90W | 70   | 65   |     | 32     | 1299 |

### Gyártói pontverseny
| Csapat                                      | STP       | TXS       | LBH       | ALA       | IGP1      | INDY      | DET       | ROA       | MDO       | TOR          | IOW          | IOW          | IGP2         | NSH          | GAT          | POR          | LAG          |
| Chevrolet                                   | Chevrolet | Chevrolet | Chevrolet | Chevrolet | Chevrolet | Chevrolet | Chevrolet | Chevrolet | Chevrolet | Chevrolet    | Chevrolet    | Chevrolet    | Chevrolet    | Chevrolet    | Chevrolet    | Chevrolet    | Chevrolet    |
| ------------------------------------------- | --------- | --------- | --------- | --------- | --------- | --------- | --------- | --------- | --------- | ------------ | ------------ | ------------ | ------------ | ------------ | ------------ | ------------ | ------------ |
| #2 Team Penske                              | 16        | 1         | 1         | 14        | 242       | 103       | 4         | 1         | 7         | 104          | 1            | 22           | 5            | 5            | 1            | érvénytelen  | érvénytelen  |
| #3 Team Penske                              | 1         | 2         | 142       | 6         | 20        | 223       | 19        | 7         | 1         | 9            | 22           | 3            | 4            | 24           | 3            | 1            | 4            |
| #4 A. J. Foyt Enterprises                   | 25        | 16        | 26        | 23        | 262       | 203       | 20        | 224       | 21        | 24           | 20           | 20           | 21           | 23           | 15           | érvénytelen  | érvénytelen  |
| #5 Arrow McLaren SP                         | 12        | 14        | 5         | 1         | 19        | 22,3      | 5         | 25        | 23        | 11           | 2            | 1            | 12           | 224          | 4            | 4            | 5            |
| #7 Arrow McLaren SP                         | 17        | 20        | 11        | 16        | 6         | 32,3      | 10        | 6         | 26        | 3            | 25           | 7            | 9            | 64           | 13           | 8            | 2            |
| #11 A. J. Foyt Enterprises                  | 24        | 13        | 16        | 26        | 152       | 93        | 23        | 24        | 24        | nem nevezett | nem nevezett | nem nevezett | nem nevezett | nem nevezett | nem nevezett | nem nevezett | nem nevezett |
| #12 Team Penske                             | 3         | 4         | 4         | 4         | 32        | 123       | 1         | 19        | 3         | 15           | 3            | 2            | 3            | 104          | 6            | 2            | 1            |
| #14 A. J. Foyt Enterprises                  | 18        | 24        | 10        | 22        | 252       | 143       | 24        | 20        | 25        | 22           | 15           | 23           | 234          | 17           | 14           | 11           | 16           |
| #20 Ed Carpenter Racing                     | 21        | 17        | 12        | 19        | 52        | 53        | 12        | 14        | 13        | 20           | 19           | 15           | 17           | 154          | 19           | 20           | 18           |
| #21 Ed Carpenter Racing                     | 6         | 10        | 13        | 3         | 232       | 263       | 16        | 17        | 4         | 13           | 4            | 17           | 6            | 11           | 224          | 16           | 10           |
| #77 Juncos Hollinger Racing                 | 19        | 15        | 24        | 25        | 82        | 253       | 21        | 11        | 22        | 14           | 12           | 11           | 14           | 13           | 184          | 7            | 19           |
| Honda                                       |           |           |           |           |           |           |           |           |           |              |              |              |              |              |              |              |              |
| #06 Meyer Shank Racing                      | 14        | 22        | 92        | 21        | 14        | 63,4      | 25        | 21        | 8         | 17           | 16           | 19           | 19           | érvénytelen  | érvénytelen  | érvénytelen  | érvénytelen  |
| #8 Chip Ganassi Racing                      | 9         | 3         | 22        | 12        | 4         | 12,3      | 7         | 2         | 6         | 5            | 8            | 6            | 114          | 12           | 7            | 9            | 6            |
| #9 Chip Ganassi Racing                      | 8         | 5         | 6         | 5         | 10        | 172,3     | 3         | 9         | 5         | 1            | 5            | 4            | 8            | 14           | 8            | 3            | 8            |
| #10 Chip Ganassi Racing                     | 2         | 7         | 3         | 2         | 182       | 83        | 6         | 26        | 2         | 6            | 6            | 12           | 10           | 34           | 9            | 10           | érvt.        |
| #15 Rahal Letterman Lanigan Racing          | 7         | 21        | 7         | 8         | 16        | 112,3     | 26        | 8         | 12        | 4            | 9            | 13           | 7            | 214          | 10           | 5            | 14           |
| #18 Dale Coyne Racing with HMD Motorsports  | 26        | 11        | 21        | 20        | 12        | 132,3     | 11        | 16        | 9         | 12           | 14           | 8            | 13           | 184          | 2            | 12           | 9            |
| #26 Andretti Autosport with Curb-Agajanian  | 4         | 12        | 23        | 10        | 1         | 232,3,4   | 8         | 5         | 15        | 2            | 24           | érvénytelen  | érvénytelen  | érvénytelen  | érvénytelen  | érvénytelen  | érvénytelen  |
| #27 Andretti Autosport                      | 20        | 26        | 8         | 92        | 11        | 43        | 2         | 3         | 18        | 23           | 13           | 16           | 1            | 4            | 21           | 6            | 7            |
| #28 Andretti Autosport                      | 5         | 25        | 2         | 7         | 17        | 243,4     | 17        | 4         | 20        | 16           | 7            | 9            | 16           | 14           | érvénytelen  | érvénytelen  | érvénytelen  |
| #29 Andretti Steinbrenner Autosport         | 22        | 23        | 252       | 17        | 21        | 163       | 18        | 18        | 17        | 18           | 17           | 144          | 18           | 20           | 11           | 14           | 11           |
| #30 Rahal Letterman Lanigan Racing          | 11        | 18        | 18        | 15        | 9         | 152,3     | 14        | 10        | 11        | 8            | 10           | 24           | 2            | 74           | 16           | 17           | 3            |
| #45 Rahal Letterman Lanigan Racing          | 13        | 9         | 15        | 18        | 13        | 182,3     | 15        | 13        | 19        | 19           | 18           | 18           | 20           | 94           | 20           | 13           | 15           |
| #48 Chip Ganassi Racing                     | 23        | 6         | 20        | 24        | 22        | 212,3     | 22        | 23        | 16        | 21           | 11           | 5            | 22           | 164          | 12           | 19           | 12           |
| #51 Dale Coyne Racing with Rick Ware Racing | 10        | 19        | 17        | 13        | 7         | 192,3     | 13        | 15        | 14        | 25           | 21           | 10           | 15           | 194          | 5            | 15           | 17           |
| #60 Meyer Shank Racing                      | 15        | 8         | 19        | 11        | 2         | 73        | 9         | 12        | 10        | 7            | 23           | 21           | 24           | 84           | 17           | 18           | 13           |
| Csapat                                      | STP       | TXS       | LBH       | ALA       | IGP1      | INDY      | DET       | ROA       | MDO       | TOR          | IOW          | IOW          | IGP2         | NSH          | GAT          | POR          | LAG          |